# Guiers-See
Der Guiers-See (französisch Lac de Guiers), der größte des Landes, liegt im nördlichen Senegal, südlich der Städte Richard Toll und Rosso (Senegal). Er ist für die Wasserversorgung der Hauptstadt Dakar wichtig, welche durch unterirdische Rohre mit dem See verbunden ist.

## Geographie
Der Lac de Guiers ist ungefähr 35 Kilometer lang und acht Kilometer breit und wird durch den Ferlo gespeist, welcher aus Südosten kommend von Süden den See erreicht. Der See war im Norden durch den Portugiesischen Fluss mit dem Senegal verbunden, bis dieser durch einen geradlinigen Kanal nach Richard Toll ersetzt wurde. Dieser ist bei einer Breite von 40 Meter 16,6 Kilometer lang und lässt je nach Jahreszeit und Wasserstand im Fluss entweder das Seewasser nach Norden abfließen oder aber das Hochwasser des Senegal nach Süden in den See einströmen. Die Ufer des mit einer mittleren Tiefe von 1,3 m flachen Sees sind meist fruchtbar. Insbesondere entlang dem nördlichen Ufer und in seiner Umgebung sind ausgedehnte Zuckerrohr-Felder angelegt worden, die mit dem Wasser des Sees bewässert werden.

## Geschichte
Der See hat eine bewegte Geschichte und war Bestandteil der Reiche Tekrur, Waalo und Jolof. Am Westufer lag mit dem heute noch als Siedlung existierenden Nder die dritte und endgültige Hauptstadt des Reiches von Waalo. Früher wurde der See nach dem Volk der Fulbe als Lac du Panier Foule oder Pania Fuli bezeichnet.